# Клевезаль, Евгений Робертович
Евгений Робертович [фон] Клевезаль (1861, Писаревка, Стародубский уезд, Харьковская губерния — 2 февраля 1942) — доктор медицинских наук, психиатр, профессор. С 1925 по 1931 год главный врач Пермской психиатрической больницы, (с 1929 года) директор Института судебно-психиатрической экспертизы Уральского края. Организатор и главный врач (с 1931 года) клиники в Троицком районе Челябинской области (ныне Челябинская областная психиатрическая больница № 3). Друг и коллега академика В. М. Бехтерева. Жертва политических репрессий. В 1998 году реабилитирован.

## Биография
Представитель русского дворянского рода Евгений Робертович Клевезаль родился в имении своего отца майора Роберта Фёдоровича фон Клевезаля под Харьковом. Несмотря на то, что эта ветвь рода частично сохранила лютеранское вероисповедание, приставка фон в российских документах часто опускалась.

### Работа в Бурашево
Евгений Робертович Клевезаль после окончания университета в 1889 году получил диплом лекаря. Российский медицинский список позволяет достаточно подробно восполнить его послужной формуляр: с 1899 по 1901 года — санитарный врач губернского земства в Харькове, в 1902 — вольнопрактикующий врач там же, а уже в 1904 — вольнопрактикующий врач в Санкт-Петербурге, с 1905 по 1906 год Клевезаль состоял в должности старшего ординатора окружной больнице для душевнобольных в городе Вильно, откуда 24 июля 1906 года перешел в психиатрическую больницу колониального типа в селе Бурашево Тверского уезда. Там он вёл активную врачебную деятельность, написал и издал ряд научных работ, а также публиковал заметки и статьи в периодике (известен, среди прочего его «доклад о правильном устройстве Библиотеки Губернского земства»). В 1907 году в связи с революционными волнениями был арестован, но затем отпущен. В 1910 году, Клевезаль подготовил фундаментальный проект постепенного переустройства учреждения. После оставления в 1913 году службы Р. Н. Вановским, Евгений Робертович некоторое время исполнял обязанности директора колонии.

### Работа в Перми
С 1925 по 1931 год Е. Р. Клевезаль — главный врач Пермской психиатрической больницы. За время пребывания в Перми он опубликовал ряд работ по вопросам строительства психиатрических учреждений. В 1929 году был учрежден институт судебно-психиатрической экспертизы для всего Уральского края. Директором его также стал Евгений Робертович. Вместе с заведующим кафедрой психиатрии Пермского мединститута профессором Г. Е. Шумковым, Клевезалю удалось многое сделать по улучшению материальной базы Пермской психиатрической больницы, организации лечебного процесса, созданию тесных научных связей с Москвой и Ленинградом. Этому способствовало научно-практическое сотрудничество с его другом и коллегой академиком В. М. Бехтеревым, который неоднократно посещал Пермскую психиатрическую больницу.
Е. Р. Клевезаль был опытным организатором. В 1931 году он организовал новую клинику в Троицком районе Челябинской области (ныне Челябинская областная психиатрическая больница № 3). В то время Е. Р. Клевезаль был первым психиатром в Челябинской области, буквально с нуля он начал строить будущую психиатрическую клинику. В 1932 году в живописном месте на берегу речки Санарки в деревне Белокаменка была открыта Троицкая психиатрическая колония — первое стационарное психиатрическое учреждение в Челябинской области. Для этого был построен лечебный корпус на 30 коек с печным отоплением и хозяйственные постройки. В дальнейшем под руководством Е. Р. Клевезаля психколония расширилась и количество больных достигло 200. Организовано подсобное хозяйство, где были свинарник, пасека, овощные огороды, пахотные земли для выращивания пшеницы, овса. Построен маленький кирпичный завод. В коптильне готовили прекрасные окорока, которые давались больным.

### Казнь и реабилитация
Во время ВОВ 5 ноября 1941 по ложному доносу был арестован, как немец, осужден 2 февраля 1942 и расстрелян в местах лишения свободы. 22.06.1998 реабилитирован.